# Фридрих I фон Фюрстенберг
Фридрих I фон Фюрстенберг (на немски: Friedrich I von Fürstenberg; * пр. 1250; † 1 май 1296) е вторият граф на Фюрстенберг (1284 – 1296).

## Живот
Той е син на граф Хайнрих I фон Фюрстенберг († 6 януари 1284) и съпругата му Агнес фон Труендинген († 20 септември 1294), дъщеря на граф Фридрих IV фон Труендинген († 1253) и втората му съпруга Агнес фон Ортенбург († 1246/1256).
След смъртта на баща му (1284) наследството е поделено. По-малкият му брат Егон получава град Хазлах им Кинцигтал и основава страничната линия Фюрстенберг-Хаслах.
Фридрих I се жени за Уделхилд фон Волфах (* ок. 1254; † сл. 1305), дъщеря наследничка на Фридрих (Фрайен) фон Волфах в Баден. През 1290 г. Фридрих увеличава чрез съпругата си собствеността си в долината на реките Волф и на Кинциг.
След смъртта на Фридрих опекунството над децата поема брат му Конрад, домхер в Констанц.

## Деца
Фридрих I и Уделхилд фон Волфах имат децата:
- Хайнрих II фон Фюрстенберг († 14 декември 1337), женен пр. 22 август 1303 г. в Баденвайлер за братовчедката си Верена фон Фрайбург (ок. 1284 – 1320)
- Конрад († 1346), граф на Фюрстенберг
- Фридрих († сл. 1309), граф на Фюрстенберг (йоанит в коменде Филинген)
- Анна (* ок. 1280; † сл. 1321), омъжена за Йохан I фон Геролдсек († 1321)
- Аделхайд († 22 март), омъжена за Егено фон Геролдсек († 1343)